# Spinal Clock

Spinal Clock es el álbum de estudio número veintiocho del virtuoso guitarrista Buckethead. El título puede referirse a lesiones en la espalda de Buckethead en abril de 2010, y es su primer disco como solista lanzado desde entonces.
El álbum fue anunciado y luego disponible para preventa el 25 de agosto el sitio de Travis Dickerson. Se sugería una fecha de lanzamiento en o cerca de 15 de septiembre y finalmente, el álbum fue lanzado un día después, el 16 de septiembre. 350 copias firmadas por buckethead fueron mandadas mientras que el resto fue mandado un día después. El sitio también contiene muestras de 30 segundos de cada pista del álbum, a excepción de "Spinal Cracker", que se puede escuchar en su totalidad.
El álbum se compone de 9 temas compuestos exclusivamente en Banjo. Originalmente, solo se iban a vender 300 copias del álbum en edición limitada, firmadas y numeradas por Buckethead, mientras que el resto iba a ser lanzado como un CD normal no limitado, pero debido a la alta demanda del álbum, Travis Dickerson anunció que la cantidad de copias de edición limitada se ha extendido a 500 copias. 
El 14 de septiembre se anunció que las 500 copias de edición limitada se habían vendido. La edición regular sigue estando para la venta.

## Lista de canciones
| N.º   | Título                       | Duración |  |
| 1.    | «Lafayette's Landing»        | 5:42     |  |
| 2.    | «Whale on This»              | 9:37     |  |
| 3.    | «Four O'Clock for Dub Down»  | 4:17     |  |
| 4.    | «Spinal Clock»               | 5:35     |  |
| 5.    | «Overnight the Animatronics» | 4:56     |  |
| 6.    | «Gelatin Nerve»              | 4:05     |  |
| 7.    | «Spinal Cracker»             | 5:44     |  |
| 8.    | «Skeleton Dance»             | 2:40     |  |
| 9.    | «Bayou by You»               | 1:44     |  |
| 44:20 |                              |          |  |

## Créditos
- Buckethead: Banjo

- Datos: Q773873